# Casoli (motorfiets)
Casoli is een historisch merk van motorfietsen.
Ze werden gebouwd door Moto Casoli, Milano van 1928 tot 1933.
Dit was een Italiaanse fabriek die 173cc-Villiers-blokken gebruikte om lichte motorfietsen te maken die veel op de Ancora-producten leken.